# Geologia de Essuatíni

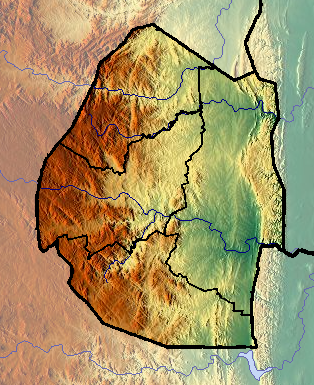
Mapa topografico de Essuatíni

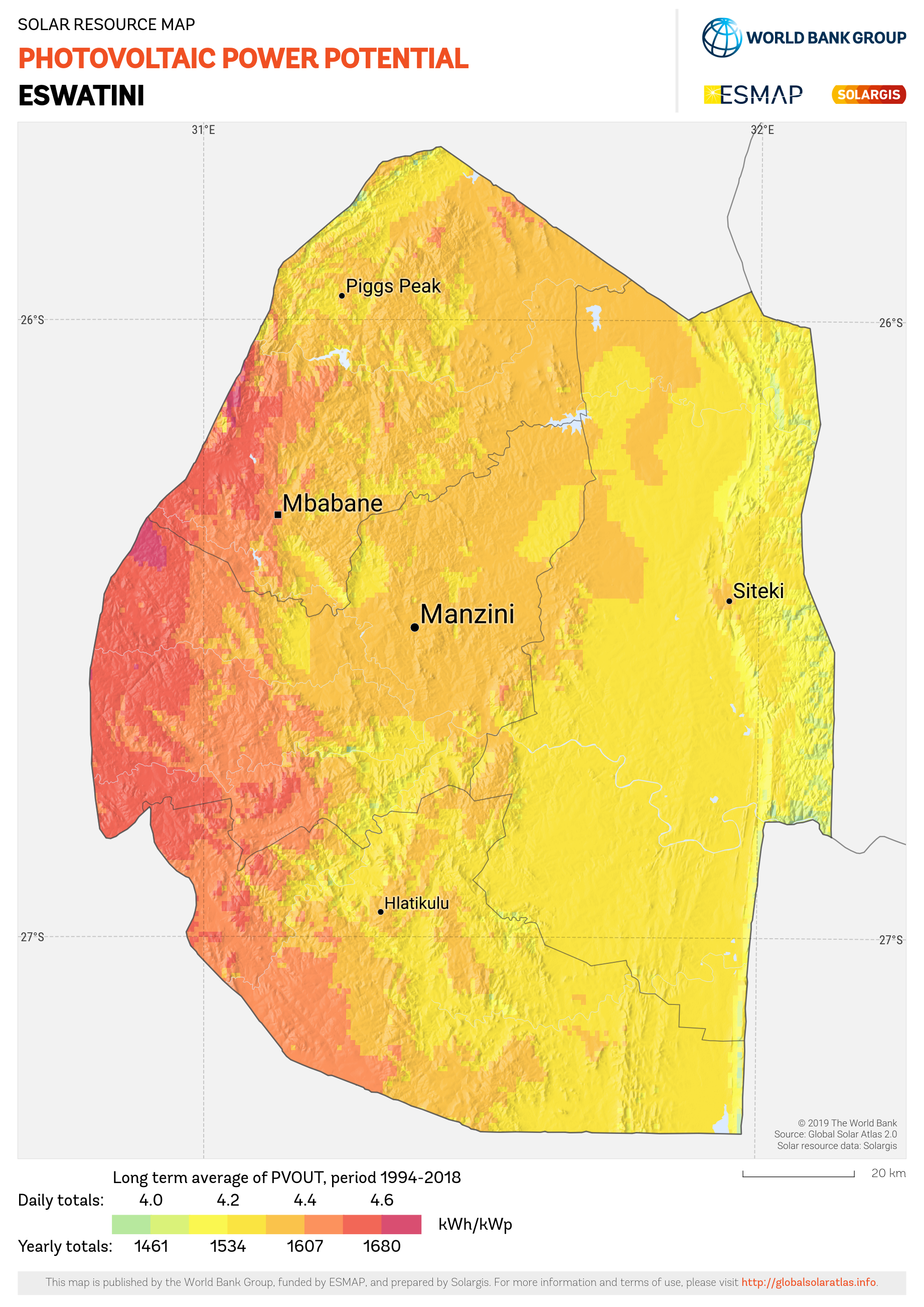

A geologia de Essuatíni formou-se a partir de 3,6 bilhões de anos atrás, no Éon Arqueano do Pré-Cambriano. Essuatíni é o único país inteiramente sustentado pelo cráton de Kaapvaal, um dos pedaços mais antigos de crosta continental estável e o único craton considerado "puro" pelos geólogos, além do cráton de Yilgarn na Austrália. Como tal, o país possui granito muito antigo, gnaisse e, em alguns casos, rochas sedimentares do Arqueano ao Proterozoico, sobrepostas por rochas sedimentares e rochas ígneas formadas durante os últimos 539 milhões de anos do Fanerozoico como parte do Supergrupo Karoo. O intemperismo intensivo criou zonas espessas de saprólito e solos fortemente intemperizados.

## Estratigrafia e história geológica

Essuatíni é o único país inteiramente sustentado pelo Cráton de Kaapvaal

Essuatíni é construído em crosta continental arqueana de 3,6 a 2,5 bilhões de anos que forma o Cráton de Kaapvaal, abrangendo a África do Sul, norte do Lesoto, oeste de Moçambique, Botswana e sul do Zimbábue. As rochas pré-cambrianas de Eswatini deste período são principalmente gnaisse e granito, formadas entre 3,4 e 2,6 bilhões de anos atrás, com base na análise de datação de rubídio-estrôncio em 1976.
As duas unidades rochosas do subsolo em Eswatini são o Complexo de Gnaisse Antigo e rochas vulcânicas máficas e ultramáficas de 20 quilômetros de espessura do Supergrupo Paleoarqueano da Suazilândia, incluindo gnaisses tonalíticos, ironstone, conglomerados e outros sedimentos. O Supergrupo da Suazilândia e o Antigo Complexo de Gnaisse são cobertos por tufo, xisto, quartzito, conglomerado e grauvaque. As duas formações são separadas por falhas.
Granito, gnaisse, anfibolito e uma variedade de sedimentos e vulcânicos formaram o Supergrupo Pongolo no Mesoarqueano. O Neoarqueano e Paleoproterozoico é representado por granito e granodiorito.
No Paleozóico, um grande vale de fenda se abriu no supercontinente Gondwana, abrangendo o que hoje é o sul da África e o sul da América do Sul. A bacia encheu-se de sedimentos, produzindo o Supergrupo Karoo, a unidade estratigráfica mais extensa da África Austral. O Supergrupo Karoo na Suazilândia é composto por argilas do Permiano, bem como basalto e riolito do Jurássico Inferior.

## Solos e saprólitos
O Swaziland Middleveld é dominado por solos e saprólitos, formados por diorito e granodiorito. Saprolito formado devido ao intemperismo químico intenso no Cretáceo Inferior, com uma zona de oxidação superior e uma zona de redução inferior. Nas zonas saprolíticas inferiores, o plagioclásio resistiu ao caulim. Mica, feldspato e anfibólio são mais intemperizados perto da superfície e óxidos de ferro são mais comuns perto da superfície também. A argila esmectítica representa zonas de transição de intemperismo.
A maioria dos solos em Middleveld são latossolos, cambissolos ou acrisols, com quartzo e caulinita significativos, bem como alguns ilita e gibbsita.

## Hidrogeologia
A maior parte do centro e oeste de Eswatini é sustentada por aquíferos de produtividade baixa a moderada em rochas do embasamento pré-cambriano. Uma estreita faixa norte-sul no centro do país abriga aquíferos sedimentares de fluxo de fratura, enquanto uma faixa norte-sul diferente no leste é rochas vulcânicas de rendimento moderado.

## Geologia de recursos naturais
Essuatíni possui diversos recursos minerais, incluindo diamantes, ouro, caulim, areia de sílica, arsênico, manganês, cobre, níquel e estanho. No entanto, a maioria desses depósitos são pequenos e não são minerados. A Mina Maloma no leste de Essuatíni é uma das poucas minas ativas no país, extraindo carvão.